# Canton de Damville (France)
Pour les articles homonymes, voir Damville.
Le canton de Damville est une ancienne division administrative française située dans le département de l'Eure et la région Haute-Normandie.

## Géographie
Ce canton était organisé autour de Damville dans l'arrondissement d'Évreux. Son altitude variait de 104 m (Villalet) à 182 m (Les Essarts) pour une altitude moyenne de 159 m.

## Histoire

### Conseillers d'arrondissement (de 1833 à 1940)
| Période                                  | Période      | Identité                              | Étiquette                                 | Qualité |
| ---------------------------------------- | ------------ | ------------------------------------- | ----------------------------------------- | --- |
| 1833                                     | 1848         | Simon Alexandre Antoine Renard        |                                           | Maire de Damville |
| 1848                                     | 1867         | Pierre Abrouty (1799-1875)            |                                           | Juge de paix à Damville                                                                                                   |
| 1867                                     | 1871         | Vicomte Georges d'Arjuzon (1834-1900) |                                           | Chambellan de l'Empereur Napoléon III, officier de la Garde, propriétaire du château de Coulonges, à Sylvains-les-Moulins |
| 1871                                     | 1911 (décès) | Léon Petit                            | Monarchiste puis Républicain progressiste | Avocat, magistrat |
| 1911                                     | 1913         | Honoré-Félix Latreille                |                                           | Maire de Corneuil |
| 1913                                     | 1926         | Charles Hardy                         | Républicain                               | Propriétaire agriculteur à Damville                                                                                       |
| 1926                                     | 1931 (décès) | Louis Bignon                          |                                           | Cultivateur à Buis-sur-Damville                                                                                           |
| 1931                                     | 1937         | M. Aubin                              | PAPF                                      | Maire d'Authenay |
| 1937                                     | 1940         | Pierre d'Estutt d'Assay (1907-1997)   | Entente républicaine                      | Exploitant agricole à Hellenvilliers, commune de Grandvilliers                                                            |
| 1940                                     |              |                                       |                                           | Les conseils d'arrondissement ont été suspendus par la loi du 12 octobre 1940 et n'ont jamais été réactivés               |
| Les données manquantes sont à compléter. |              |                                       |                                           | |

### Conseillers généraux de 1833 à 2015
- De 1833 à 1848, les cantons de Damville et de Saint-André-de-l'Eure avaient le même conseiller général. Le nombre de conseillers généraux était limité à 30 par département.

| Période | Période      | Identité                                                  | Étiquette                | Qualité |
| ------- | ------------ | --------------------------------------------------------- | ------------------------ | --- |
| 1833    | 1848         | Alexandre Delhomme                                        |                          | Juge au tribunal civil d'Évreux |
| 1848    | 1861         | Ange Petit                                                |                          | Juge au tribunal de première instance d'Évreux |
| 1861    | 1866         | Charles-Édouard Delarüe-Caron de Beaumarchais (1799-1878) |                          | Général en retraite |
| 1866    | 1910 (décès) | Jacques-François III marquis de Chambray (1828-1910)      | Conservateur légitimiste | Propriétaire du château de Chambray à Gouville |
| 1910    | 1926 (décès) | Anatole Rayer                                             | Rad.                     | Maire de Damville |
| 1926    | 1938 (décès) | Charles Hardy                                             | Radical                  | Agriculteur Maire de Damville, conseiller d'arrondissement |
| 1938    | 1940         | Alfred Damoiseau (1893-1985)                              | Rad.                     | Boucher Maire de Damville Nommé conseiller départemental en 1943 |
|         |              |                                                           |                          | |
| 1945    | 1973         | Alfred Damoiseau                                          | Rad. puis MRG            | Maire de Damville |
| 1973    | 1978 (décès) | Louis Van Haecke                                          | CNI puis RI              | Inspecteur départemental de l'Enseignement Suppléant du député Jean de Broglie (1958-1967) Député (1961-1962 et 1963-1967) Maire de Villalet (élu en 1955)                                              |
| 1978    | 1983 (décès) | Aimé Charpentier (1927-1983)                              | RPR                      | Ancien résistant Maire de Damville |
| 1983    | 2015         | Françoise Charpentier (épouse du précédent)               | RPR puis UMP             | Contrôleur des impôts Maire de Damville (1983-2014) Ancienne présidente de la Communauté de communes du pays de Damville Suppléante du député Jean-Louis Debré (1988-1995), Députée (1995-1997 et 2007) |

## Composition
Le canton de Damville regroupait seize communes et comptait 6 886 habitants (recensement de 1999 sans doubles comptes).
| Communes             | Population (2012) | Code postal | Code Insee |
| -------------------- | ----------------- | ----------- | ---------- |
| Avrilly              | 323               | 27240       | 27032      |
| Buis-sur-Damville    | 768               | 27240       | 27416      |
| Chanteloup           | 60                | 27240       | 27145      |
| Corneuil             | 385               | 27240       | 27172      |
| Damville             | 2 017             | 27240       | 27198      |
| Les Essarts          | 282               | 27240       | 27225      |
| Gouville             | 287               | 27240       | 27293      |
| Grandvilliers        | 334               | 27240       | 27297      |
| L'Hosmes             | 80                | 27570       | 27341      |
| Manthelon            | 271               | 27240       | 27387      |
| Roman                | 248               | 27240       | 27491      |
| Le Roncenay-Authenay | 296               | 27240       | 27024      |
| Le Sacq              | 240               | 27240       | 27503      |
| Sylvains-les-Moulins | 919               | 27240       | 27693      |
| Thomer-la-Sôgne      | 302               | 27240       | 27634      |
| Villalet             | 74                | 27240       | 27688      |

## Démographie
| 1962  | 1968  | 1975  | 1982  | 1990  | 1999  | 2006  | 2011  | 2012  |
| ----- | ----- | ----- | ----- | ----- | ----- | ----- | ----- | ----- |
| 4 472 | 4 251 | 4 504 | 5 342 | 6 488 | 6 886 | 7 730 | 8 284 | 8 379 |